# Turraea abyssinica
Turraea abyssinica är en tvåhjärtbladig växtart som beskrevs av Ferdinand von Hochstetter. Turraea abyssinica ingår i släktet Turraea och familjen Meliaceae. Inga underarter finns listade i Catalogue of Life.